# Ульотівський район
Ульо́тівський район (рос. Улётовский район) — район у складі Забайкальського краю Російської Федерації.
Адміністративний центр — село Ульоти.

## Населення
Населення — 18247 осіб (2019; 18946 в 2010, 21337 у 2002).

## Адміністративний поділ
Район адміністративно поділяється на 1 міське та 9 сільських поселень:
| Поселення                        | Площа, км² | Населення, осіб (2002) | Населення, осіб (2010) | Населення, осіб (2019) | Центр            | Населені пункти |
| -------------------------------- | ---------- | ---------------------- | ---------------------- | ---------------------- | ---------------- | --------------- |
| Дров'янинське міське поселення   | 1431,05    | 4574                   | 3987                   | 3998                   | Дров'яна         | 4               |
| Аблатуйське сільське поселення   | 197,92     | 858                    | 681                    | 636                    | Аблатуйський Бор | 2               |
| Артинське сільське поселення     | 422,44     | 903                    | 770                    | 686                    | Арта             | 1               |
| Горекацанське сільське поселення | 2342,50    | 1156                   | 1076                   | 1014                   | Горекацан        | 3               |
| Доронінське сільське поселення   | 718,69     | 944                    | 796                    | 679                    | Доронінське      | 2               |
| Ленінське сільське поселення     | 4859,56    | 753                    | 658                    | 569                    | Ленінський       | 2               |
| Ніколаєвське сільське поселення  | 2881,86    | 1809                   | 1645                   | 1469                   | Ніколаєвське     | 3               |
| Тангинське сільське поселення    | 1855,26    | 1717                   | 1428                   | 1264                   | Танга            | 4               |
| Ульотівське сільське поселення   | 958,49     | 6990                   | 6566                   | 6651                   | Ульоти           | 2               |
| Хадактинське сільське поселення  | 498,89     | 1633                   | 1339                   | 1281                   | Хадакта          | 2               |

## Найбільші населені пункти
| №  | Населений пункт  | Населення, осіб (2002) | Населення, осіб (2010) |
| -- | ---------------- | ---------------------- | ---------------------- |
| 1  | Ульоти           | 6350                   | 6061                   |
| 2  | Дров'яна         | 3230                   | 2871                   |
| 3  | Ніколаєвське     | 1341                   | 1282                   |
| 4  | Танга            | 1107                   | 935                    |
| 5  | Хадакта          | 1014                   | 872                    |
| 6  | Доронінське      | 944                    | 796                    |
| 7  | Арта             | 903                    | 770                    |
| 8  | Татаурово        | 767                    | 662                    |
| 9  | Ленінський       | 753                    | 658                    |
| 10 | Аблатуйський Бор | 672                    | 547                    |